# Río Conambo
Der Río Conambo ist der etwa 270 km lange rechte Quellfluss des Río Tigre in der Provinz Pastaza im Osten von Ecuador. Einschließlich des Río Maratiyacu beträgt die Gesamtlänge etwa 360 km.

## Flusslauf
Der Río Conambo entsteht am Zusammenfluss von Río Maratiyacu und Río Jandiayacu auf einer Höhe von etwa 290 m. Der Río Conambo durchfließt das Amazonastiefland in überwiegend ostsüdöstlicher Richtung. Dabei weist er unzählige Flussschlingen und Altarme auf. Bei Flusskilometer 110 mündet der Río Shionayacu von rechts in den Río Conambo. Schließlich vereinigt sich der Río Conambo mit dem weiter nördlich fließenden Río Pintoyacu zum Río Tigre, 600 m von der peruanischen Grenze entfernt auf einer Höhe von etwa 170 m.

## Einzugsgebiet
Der Río Conambo entwässert ein Areal von etwa 2700 km². Das Einzugsgebiet grenzt im Süden an das des Río Corrientes, im Westen an das des Río Bobonaza, im Nordwesten an das des Río Villano sowie im Norden und Nordosten an das des Río Pintoyacu.